# Critics' Choice Television Award for Best Comedy Series
Critics' Choice Television Award for Best Comedy Series er en af priskategorierne, der årligt uddeles af Critics' Choice Television Awards (BTJA) til den bedste komedieserie. Priskategorien blev uddelt første gang i 2011, hvor uddelingen blev skabt. Vinderen udvælges af en gruppe tv-anmeldere, der er en del af Broadcast Television Critics Association.

## Vindere og nominerede
Vinderen

### 2010'erne
| Year     | Title                     | Network            |
| -------- | ------------------------- | ------------------ |
| 2011     | Modern Family             | ABC                |
| 2011     | Archer                    | FX                 |
| 2011     | The Big Bang Theory       | CBS                |
| 2011     | Community                 | NBC                |
| 2011     | Glee                      | Fox                |
| 2011     | Louie                     | FX                 |
| 2011     | The Middle                | ABC                |
| 2011     | The Office                | NBC                |
| 2011     | Parks and Recreation      | NBC                |
| 2011     | 30 Rock                   | NBC                |
| 2012     | Community                 | NBC                |
| 2012     | The Big Bang Theory       | CBS                |
| 2012     | Girls                     | HBO                |
| 2012     | Modern Family             | ABC                |
| 2012     | New Girl                  | Fox                |
| 2012     | Parks and Recreation      | NBC                |
| 2013     | The Big Bang Theory       | CBS                |
| 2013     | Louie                     | FX                 |
| 2013     | The Middle                | ABC                |
| 2013     | New Girl                  | Fox                |
| 2013     | Parks and Recreation      | NBC                |
| 2013     | Veep                      | HBO                |
| 2014     | Orange Is the New Black   | Netflix            |
| 2014     | The Big Bang Theory       | CBS                |
| 2014     | Broad City                | Comedy Central     |
| 2014     | Louie                     | FX                 |
| 2014     | Silicon Valley            | HBO                |
| 2014     | Veep                      | HBO                |
| 2015     | Silicon Valley            | HBO                |
| 2015     | Broad City                | Comedy Central     |
| 2015     | Jane the Virgin           | The CW             |
| 2015     | Mom                       | CBS                |
| 2015     | Transparent               | Amazon Prime Video |
| 2015     | Veep                      | HBO                |
| 2015     | You're the Worst          | FX                 |
| 2016 (1) | Master of None            | Netflix            |
| 2016 (1) | Black-ish                 | ABC                |
| 2016 (1) | Catastrophe               | Amazon Prime Video |
| 2016 (1) | Jane the Virgin           | The CW             |
| 2016 (1) | The Last Man on Earth     | Fox                |
| 2016 (1) | Transparent               | Amazon Prime Video |
| 2016 (1) | You're the Worst          | FXX                |
| 2016 (2) | Silicon Valley            | HBO                |
| 2016 (2) | Atlanta                   | FX                 |
| 2016 (2) | Black-ish                 | ABC                |
| 2016 (2) | Fleabag                   | Amazon Prime Video |
| 2016 (2) | Modern Family             | ABC                |
| 2016 (2) | Unbreakable Kimmy Schmidt | Netflix            |
| 2016 (2) | Veep                      | HBO                |
| 2018     | The Marvelous Mrs. Maisel | Amazon Prime Video |
| 2018     | The Big Bang Theory       | CBS                |
| 2018     | Black-ish                 | ABC                |
| 2018     | GLOW                      | Netflix            |
| 2018     | Modern Family             | ABC                |
| 2018     | Patriot                   | Amazon Prime Video |
| 2019     | The Marvelous Mrs. Maisel | Amazon Prime Video |
| 2019     | Atlanta                   | FX                 |
| 2019     | Barry                     | HBO                |
| 2019     | The Good Place            | NBC                |
| 2019     | The Kominsky Method       | Netflix            |
| 2019     | The Middle                | ABC                |
| 2019     | One Day at a Time         | Netflix            |
| 2019     | Schitt's Creek            | Pop TV             |

### 2020'erne
| Year | Title                        | Network            |
| ---- | ---------------------------- | ------------------ |
| 2020 | Fleabag                      | Amazon Prime Video |
| 2020 | Barry                        | HBO                |
| 2020 | The Marvelous Mrs. Maisel    | Amazon Prime Video |
| 2020 | Mom                          | CBS                |
| 2020 | One Day at a Time            | Netflix            |
| 2020 | PEN15                        | Hulu               |
| 2020 | Schitt's Creek               | Pop TV             |
| 2021 | Ted Lasso                    | Apple TV+          |
| 2021 | Better Things                | FX                 |
| 2021 | The Flight Attendant         | HBO Max            |
| 2021 | Mom                          | CBS                |
| 2021 | PEN15                        | Hulu               |
| 2021 | Ramy                         | Hulu               |
| 2021 | Schitt's Creek               | Pop TV             |
| 2021 | What We Do in the Shadows    | FX                 |
| 2022 | The Great                    | Hulu               |
| 2022 | Hacks                        | HBO Max            |
| 2022 | Insecure                     | HBO                |
| 2022 | Only Murders in the Building | Hulu               |
| 2022 | The Other Two                | HBO Max            |
| 2022 | Reservation Dogs             | FX on Hulu         |
| 2022 | Ted Lasso                    | Apple TV+          |
| 2022 | What We Do in the Shadows    | FX                 |

## Serier med flere vundne priser
2 vundne priser
- The Marvelous Mrs. Maisel (i træk)
- Silicon Valley

## Serier med flere nomineringer
5 nomineringer
- Big Bang Theory

4 nomineringer
- Modern Family
- Veep

3 nomineringer
- Black-ish
- Louie
- The Marvelous Mrs. Maisel
- The Middle
- Mom
- Parker og rekreation
- Schitt's Creek
- Silicon Valley

2 nomineringer
- Atlanta
- Barry
- Broad City
- Community
- Fleabag
- Jane the Virgin
- New Girl
- One Day at a Time
- PEN15
- Ted Lasso
- Transparent
- What We Do in the Shadows
- You're the Worst